# Torró
El torró és un dolç que es fa generalment d'ametlla, mel i ou, generalment cuit. El torró és a Espanya potser el dolç més típic i tradicional al Nadal, especialment als Països Catalans, encara que en origen eren les postres dels rics, menjats en ocasions especials. Per exemple, tenim constància escrita que hi era al menú de les noces de la filla del rei Jaume I.
Tot i que no normatiu, està recollit el terme terró per designar també aquest dolç.
L'origen del torró no és del tot clar, la teoria més plausible és que siga d'origen àrab, com altres postres amb ametles, i des dels Països Catalans, especialment de Xixona i Alacant del País Valencià, estant es va popularitzar a altres zones peninsulars, el sud de França, Itàlia i després a l'Amèrica Llatina. La seva recepta ja apareix al medieval Llibre del Coch del mestre Robert. Potser el nogat occità i el torrone o torró italià van néixer també directament dels àrabs, o no se sap si per influència del torró català, que ja existia a l'Edat Mitjana i que en aquell moment, i en concret al segle xv, la catalana era la cuina més prestigiosa d'Europa.
No s'ha de confondre el torró dit fort o dur, com el d'Alacant, Agramunt, Perpinyà o Xerta, amb productes similars però diferents, com el guirlatxe (fruits secs sencers units per una capa de caramel dur) o per altres de la mateixa família i potser d'origen comú, com l'àrab halva, que es pot menjar amb cullera, o l'occità nogat (en francès, nougat), que no és tan tou com l'halva però no és gens dur, i conté una proporció de fruits secs molt inferior al torró.

## Varietats

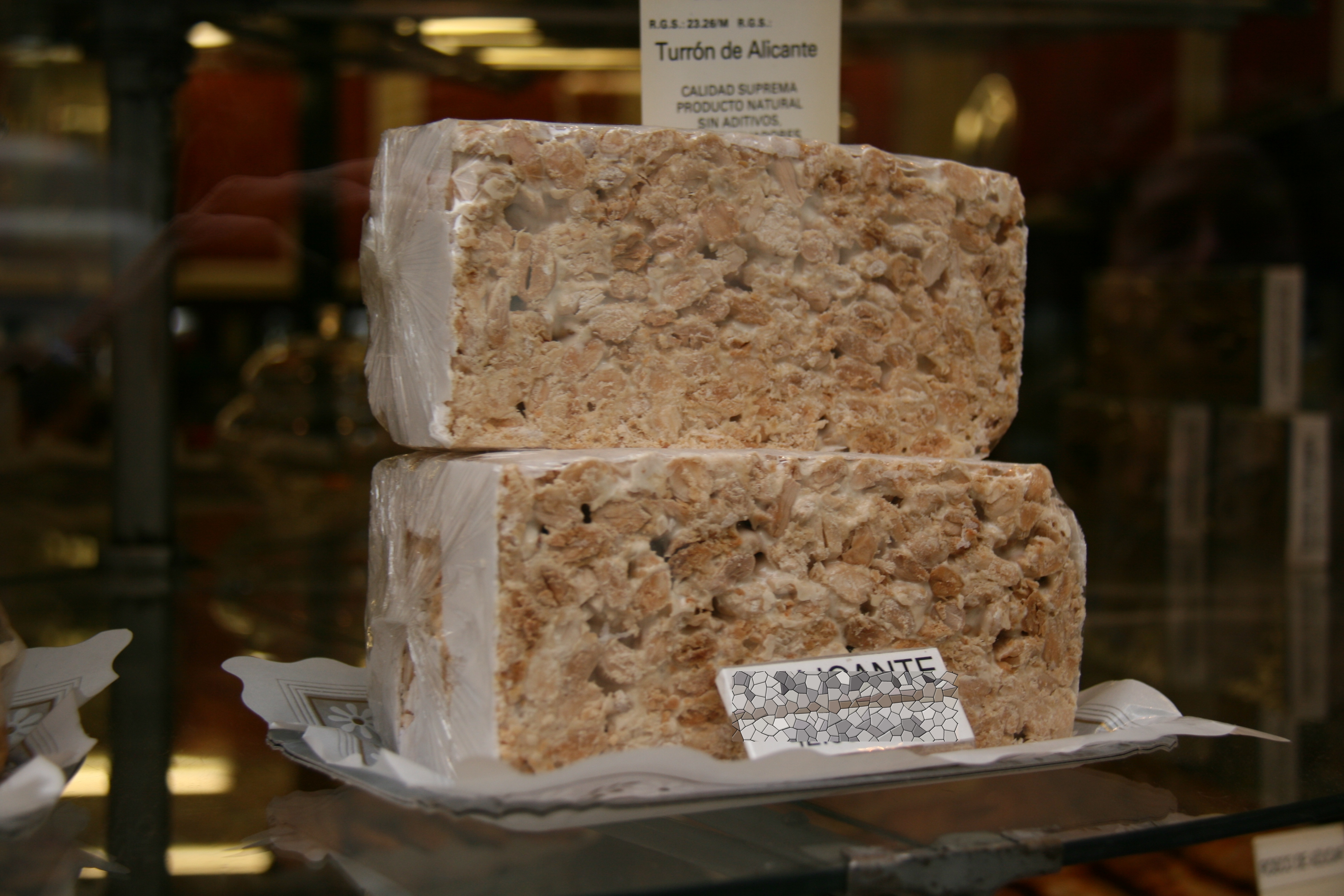
Torró d'Alacant

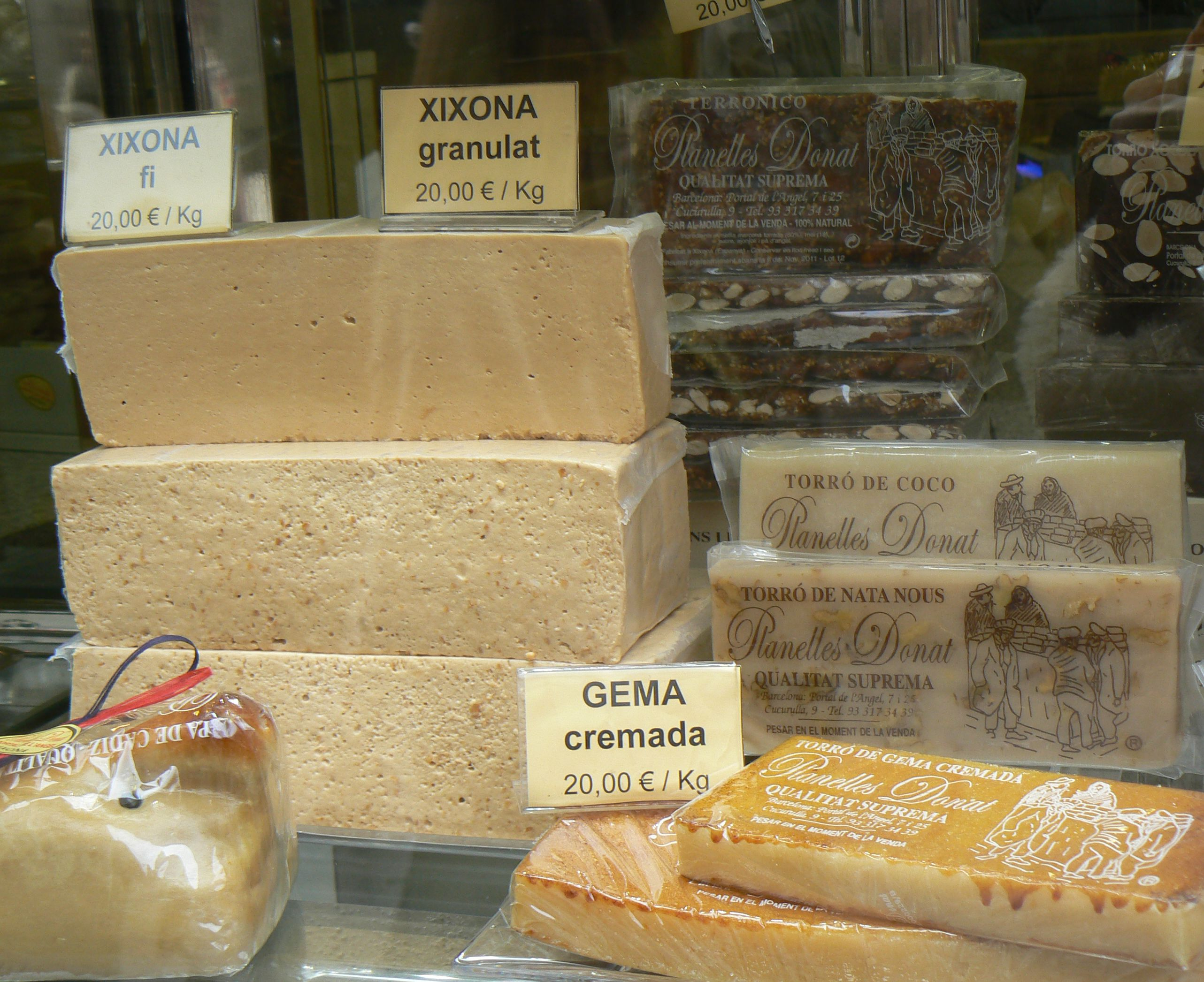
Torrons variats

Les varietats autòctones, originàries i més conegudes del torró són les següents:
- Torró de Xixona (o tou, o blanet): es fa amb ametles picades i mel. Està regulat per un consell d'Indicació Geogràfica Protegida.
- Torró d'Alacant (o fort, o dur): es fa amb ametles torrades i mel, amb clara d'ou, el que li proporciona la seua especial duresa. Està regulat per un consell d'Indicació Geogràfica Protegida.
- Torró de gema cremat: creat inicialment com torró de rovell d'ou pels torroners xixonencs per tal d'aprofitar els rovells dels ous després d'introduir les clares en l'elaboració dels torrons de Xixona i Alacant,[3] posteriorment, en 1850, un pastisser de Barcelona va cremar el torró inspirant-se en com es fa amb la crema catalana.[4]
- Torró d'Agramunt: es fa amb ametlles o avellanes, mel i clara d'ou. És fort i alhora molt lleuger. Està regulat per un consell d'Indicació Geogràfica Protegida.
- Torró de Xerta: fet amb avellanes o ametlles, mel i clara d'ou. És també un torró fort. Té forma circular.
- Torró d'Ocata és un torró de xocolata trufat i licor, típic d'el Masnou.
- Torró de Perpinyà: es fa amb avellanes, mel i clara d'ou. Es tracta d'un altre torró fort.
- Torró de crema cremada: fet amb ametlles, sucre, ous i pell de llimona. Sembla que va sorgir quan un pastisser va voler salvar un torró de canyella massa tou, cremant-lo com la crema catalana. És d'origen ancestral i encara avui el més sol·licitat a Barcelona.[5]

També el torró de Casinos i el torró de gat, típic de Cullera, fet amb crispetes i mel cuita.
La quantitat d'ametla determina la qualitat i, també, el preu del producte, en ser el producte més car. Segons la denominació d'origen, la proporció d'ametla no pot ser inferior al 60% en els torrons durs ni inferior al 64% en els torrons tous. La legislació espanyola regula el mínim de quantitat d'ametlla que ha de tenir un torró per a poder ser qualificat de qualitat suprema.
Actualment existeixen variants de torró de tots els gusts i ingredients: de crema cremada (també anomenat de rovell d'ou) amb pinya, de neu, de xocolata i arròs, de xocolata i ametles, de massapà i fruites confitades, de coco, de massapà i nous, etc. També existeixen torrons, tant tradicionals d'ametlla com dels més nous, sense sucre, alguns amb fructosa i altres no.

### Duresa
El Diccionari català-valencià-balear recull les formes torró fort i torró fluix per a referir-se al grau de duresa d'un torró. Així, defineix torró fort com el que és d'una gran duresa i torró fluix com el que té consistència pastosa i és fàcil de rosegar. El torró fort més típic és, per exemple, el torró d'Alacant, mentre un torró fluix és el torró de Xixona, el de crema o el de massapà. Aquestes formes són les més genuïnes arreu dels territoris de parla catalana, especialment vives a les illes Balears. Actualment, però, són molt habituals també torró dur i torró tou, probablement per paral·lelisme amb el castellà turrón duro i turrón blando.

## Centres d'elaboració
El torró es fa de manera casolana i artesanal arreu dels Països Catalans. Alguns centres tradicionals d'elaboració de torró són Perpinyà, Amer, Barcelona, Reus, Xerta, Agramunt, Catí, Xixona, Casinos, Ciutadella de Menorca, Maó i Palma. El torró rodó d'avellanes es fan tradicionalment a Xerta, Agramunt, Santa Coloma de Farners, Besalú, etc. El torró industrial, que no disposa d'IGP, es fa a Cornellà de Terri, Olot-Castellfollit de la Roca, Reus, Barcelona, Arbúcies, Santa Coloma de Farners i Girona.

### Xixona
La major part del torró s'ha produït tradicionalment a Xixona, a l'Alacantí. L'elaboració del producte durava d'octubre a desembre: grups de dones s'oferien a «pelar ametles a mà», des de les quatre del matí fins al migdia, parant a les deu a esmorzar.
Els hòmens eren els qui conreaven i collien les ametles, i els qui compraven la mel a la serra d'Enguera, i el sucre de Cuba a Alacant. Eren també els encarregats de l'elaboració del producte. Sovint, la producció es finançava a compte de la venda que s'havia de produir; demanaven en juliol o agost un préstec que havien de tornar, si venien tota la producció, en gener o febrer, quan retornaven al poble. A part d'elaborar torró de Xixona i Alacant, també feien pa de Cadis i pastissos de Glòria.
Per a la comercialització, se sap que es posseïa el dret a establir-se en una localitat concreta, que s'heretava de pares a fills. Els torroners de Xixona podien anar des de comarques del País Valencià a altres indrets de l'Estat Espanyol, Nord d'Àfrica o fins i tot a les colònies d'Amèrica.

### Marca Q

Logotip marca Q

Els torrons de praliné i trufats de xocolata elaborats a Catalunya poden adherir-se al segell alimentari Marca Q de qualitat alimentària, certificació oficial atorgada pel Departament d'Agricultura, Ramaderia, Pesca i Alimentació de la Generalitat de Catalunya regulada per l'ordre de 18 de maig de 1990.
Els ingredients bàsics utilitzats en l'elaboració d'aquests torrons, com són el cacau i les fruites seques, han de ser de la màxima qualitat. D'aquests ingredients, n'hi haurà com a mínim un 50%. No es permet la utilització d'additius a excepció de la vanil·lina i la lecitina ni de farines, fècules ni midons. Presentats de forma rectangular i plana, i més gruixuts que les tauletes de xocolata però més gruixuda.
En l'etiqueta de cada envàs ha de figurar, a més de les mencions que exigeix la legislació vigent, la denominació del producte "Torró de praliné de xocolata" o "Torró trufat de xocolata", el distintiu de la marca "Q" i el nom de l'entitat de control. La denominació del producte ha de ser complementada pels seus ingredients diferenciadors: licors, fruites seques, cafè...

## Gastronomia

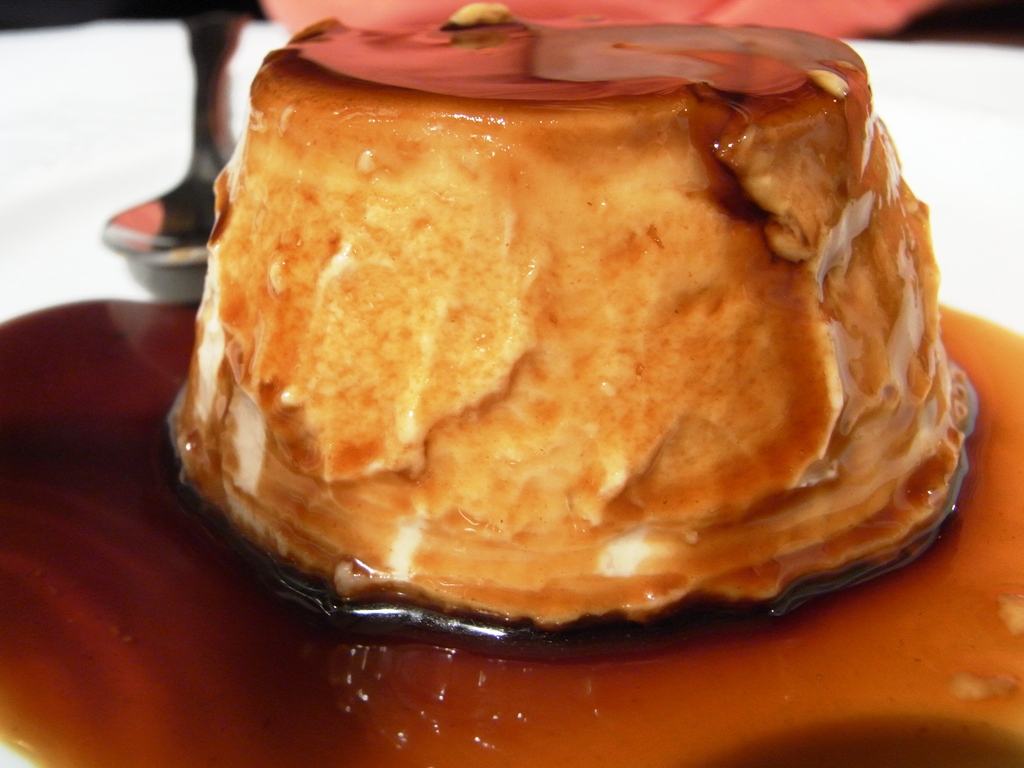
Flam de torró

El torró es menja a la fi dels àpats de Nadal. Un cop passat aquest, algunes persones mengen torró tou en un entrepà, per exemple per a berenar. Una preparació molt tradicional i habitual, que es fa tant en les torroneries com en algunes famílies, és fer gelat de torró amb el torró tou que sobra de Nadal. Això es fa als Països Catalans i a alguns llocs d'Itàlia, com Sicília. A Mallorca amb el torró es fan unes postres anomenades coques de torró.
A les llars, el torró tou s'usa també per a fer postres de cullera a base de torró tou, de torró de crema cremada, o de coco o d'altres gustos. Especialment es fan cremes, com a variant de la crema catalana, o flams, de vegades escumes, amb ajuda d'un sifó o afegint a la crema les clares muntades que sobren, els esmentats gelats, etc. La imaginació pot portar a fer-ne pans de pessic i altres dolços.

## Fires i festes
Els torrons són actualment propis de la festa de Nadal.
A més, des de 1989 se celebra a Agramunt cada octubre una Fira del Torró. Al Maresme es munten parades de torrons per la diada de la Puríssima, que per aquest fet és coneguda popularment en aquesta comarca com la mare de déu torronera.
Així també, des de 2000 es celebra a la població valenciana de Casinos cada últim cap de setmana de novembre la "Fira del dolç artesà, peladilles i torrons de Casinos" amb gran afluència de públic i on s'exposen a la venda els tradicionals productes del poble.

## Productes similars

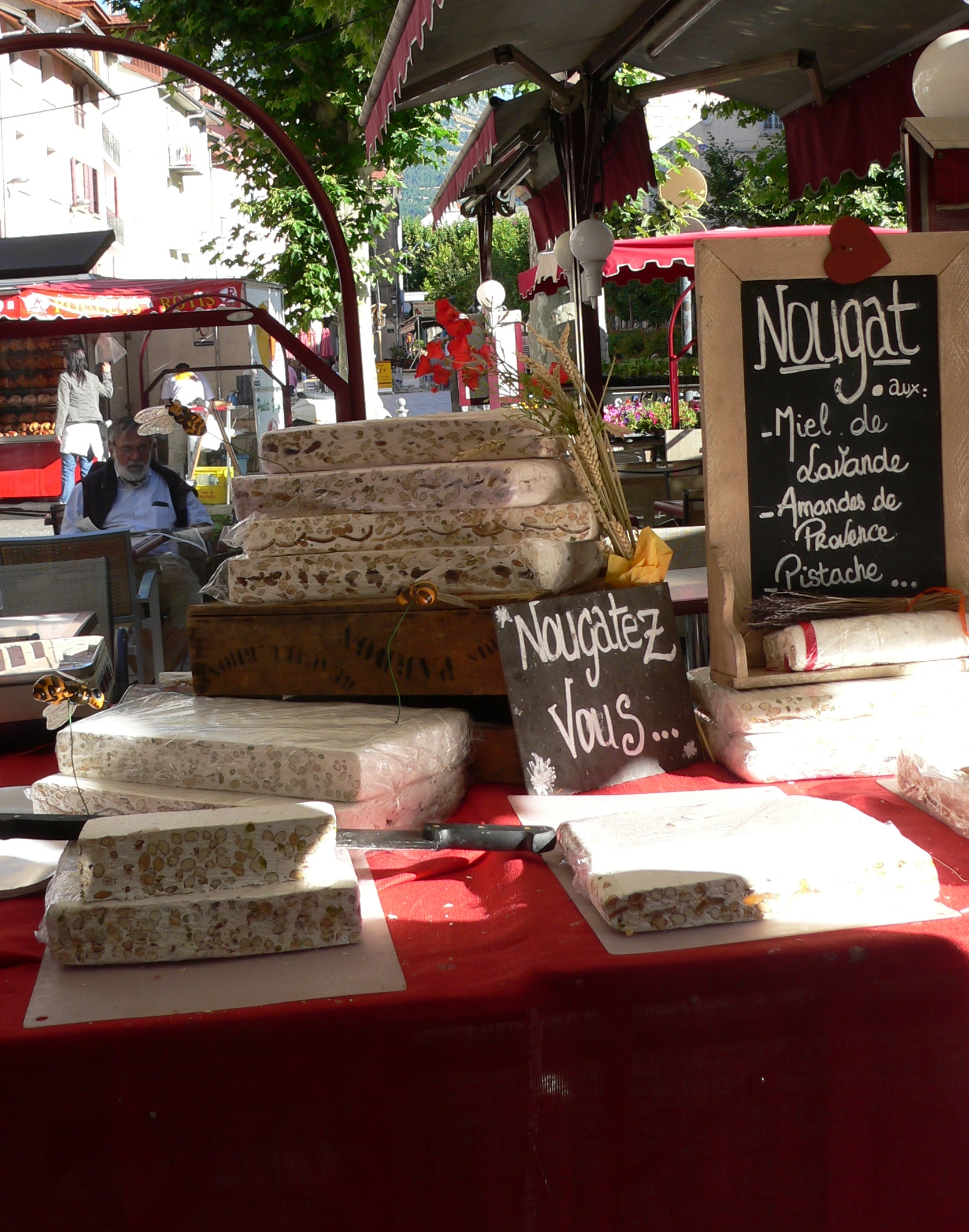
Nogat

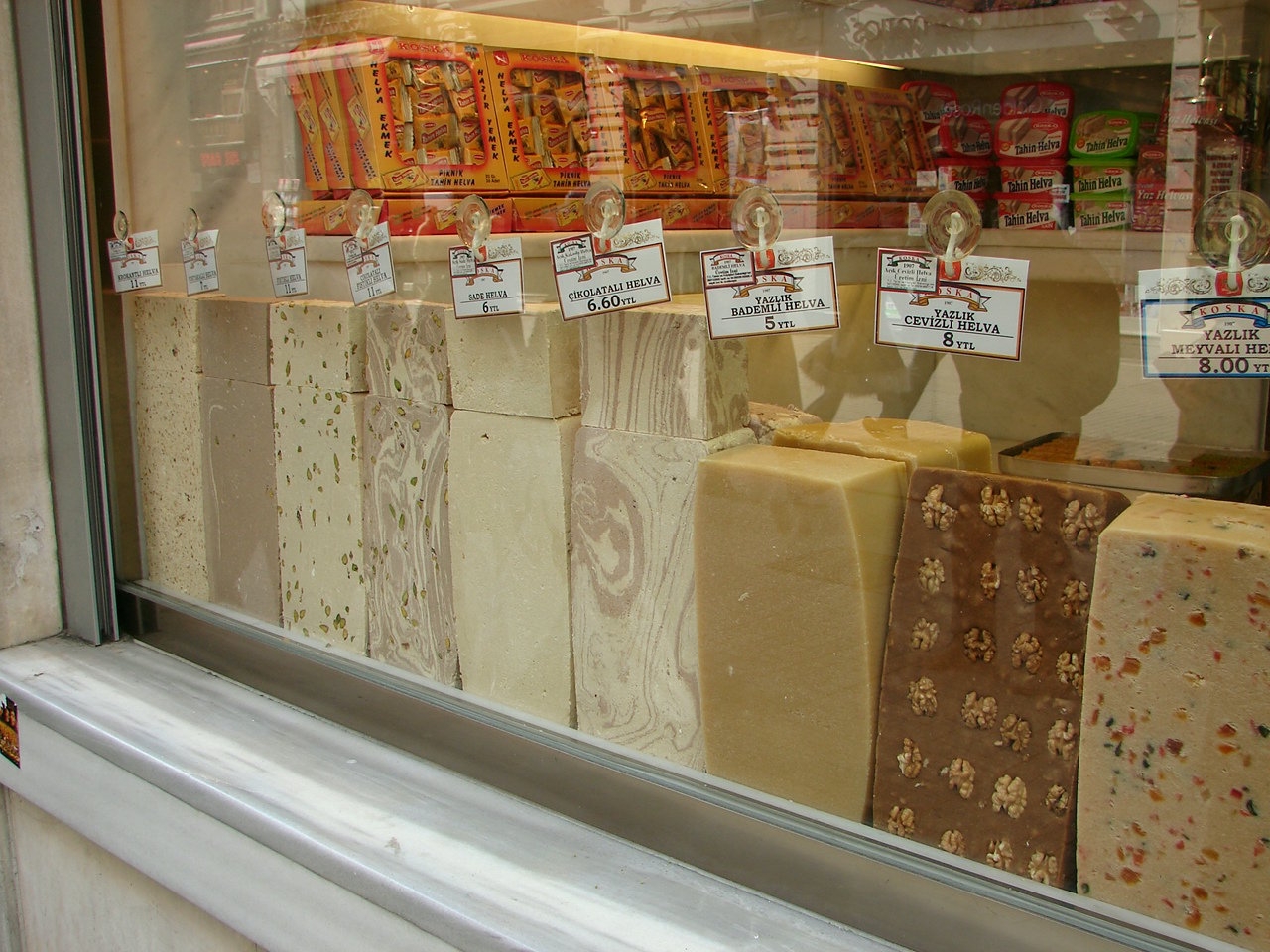
Helva turc.

El guirlatxe es pot considerar semblant al torró fort, però no conté mel ni clara d'ou, per la qual cosa el seu color és marró transparent i no marronós. A les Illes Balears i a la Catalunya Nord és autòcton i es diu torró negre o torró cremat. També a Navarra, on es diu torró roig (turrón royo). Un familiar més llunyà, del qual el guirlatxe podria ser l'enllaç, serien les ametles garrapinyades, presents a tota la Mediterrània.
Les coques de torró, que són típiques a Alacant.
Les barretes de massapà recobertes amb pinyons, tradicionals a Catalunya.
El nogat, dit touron en algunes terres d'Occitània, es pot considerar similar al torró dur. La pasta blanquinosa compon la major part del nogat, que no conté necessàriament mel sinó sucres diversos. Per contrastar amb aquesta pasta tova i una mica elàstica, que podria recordar un xiclet, s'afegeixen alguns fruits secs diversos (poden ser pistatxos, ametles, etc.) una mica esbocinats, però de manera que s'hi vegin els trossos. Es venen sobretot ja tallats en rectangles, de mides que oscil·len entre les d'un caramel estàndard i les d'una xocolatina, que es venen durant tot l'any a les botigues de llaminadures, embolicades en paper transparent perquè no es peguin entre elles. Per Nadal, a França, es poden afegir als bonbons. A Occitània la producció de nogat és destacable, en especial el nogat de Montelaimar i de Limós. A la Catalunya Nord pel Nadal hom menja torró i no pas nogat, que es fa a Provença, a Grècia i altres indrets mediterranis.
L'halva són unes postres o llaminadura de Macedònia, Grècia, Turquia i alguns països del Magreb, com per exemple Marroc, que es fan de manera casolana o es poden comprar en terrines cilíndriques. Actualment la immigració l'ha exportada a França, on és també força popular. Es fa amb mel, clara d'ou i fruits secs, normalment ametlles.
A Itàlia els torroni van arribar de mans dels catalans (torrons), i els més famosos són els de Cremona, cal tenir en compte que aquests torrons, que tenen aspecte de torrons forts d'avellanes, malgrat dir-se torrone (torroni en plural) en realitat són nogats o halves, fluixos.
Un altre producte ben diferent del torró malgrat el seu nom semblant és el dit touron, o de vegades tourron, al País Basc del Nord, unes rajoles d'entre quinze i vint centímetres de llarg fetes amb massapà colorejat, que sols de vegades conté alguns trossos d'ametla i que es produeix i es ven tot l'any, però especialment a l'estiu, sobretot com a record turístic.

## Altres llaminadures lligades a les festes de Nadal
- Neules
- Carbó de nadal
- Tortell de reis
- Bûche de Noël a França
- Cozonac búlgar i romanès
- Panettone italià
- Nogat d'Occitània
- Calendas o tretze dessèrts de Provença
- Christmas pudding anglès
- Brioix trenat txec
- Kouglof alsacià
- Beignes al Quebec